# Avenue Hoche
L’avenue Hoche est une voie du 8e arrondissement de Paris. 

## Situation et accès

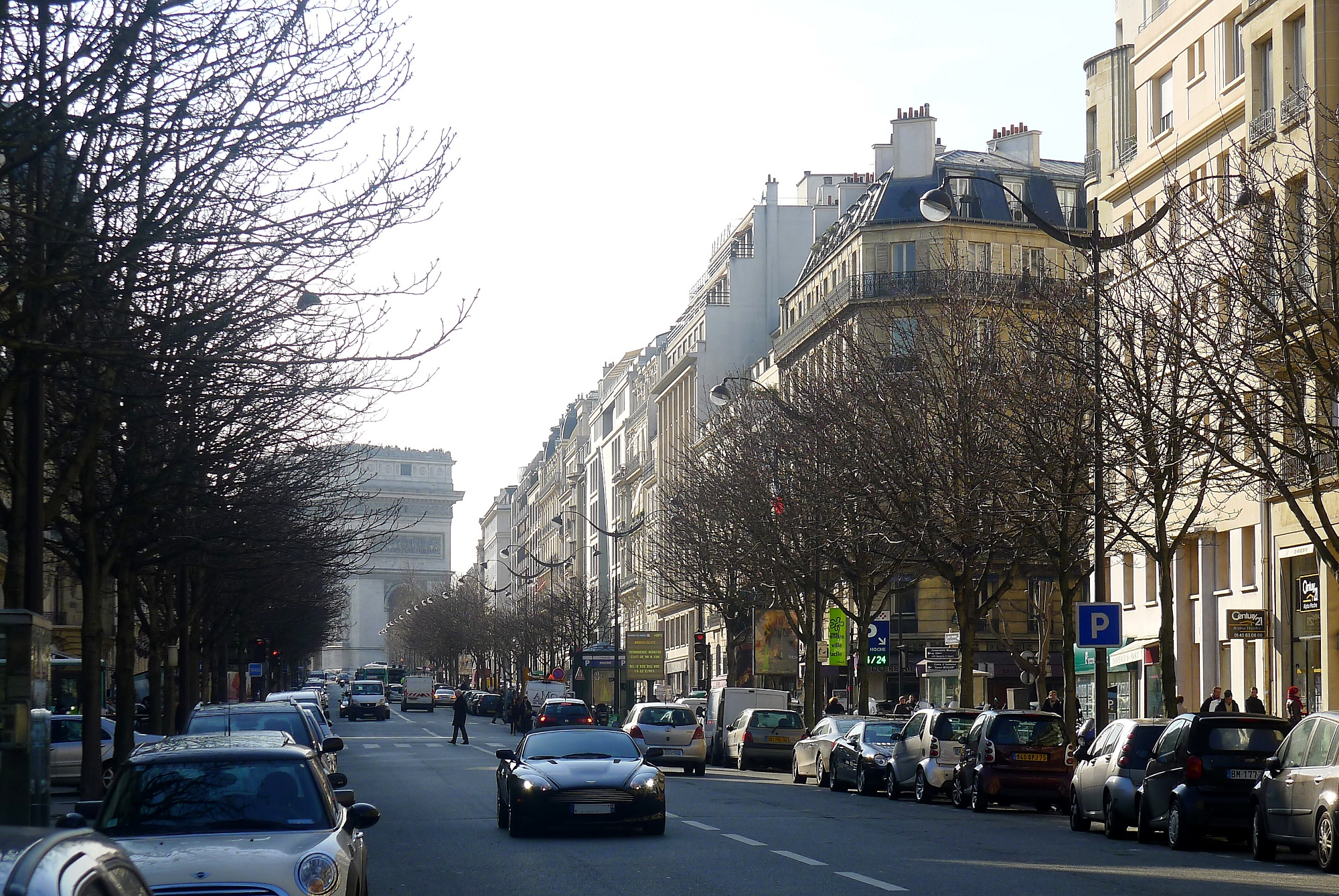
Avenue Hoche vue en direction de l'Arc de Triomphe.

Elle commence 67, rue de Courcelles et place du Général-Brocard et se termine place Charles-de-Gaulle.

## Origine du nom

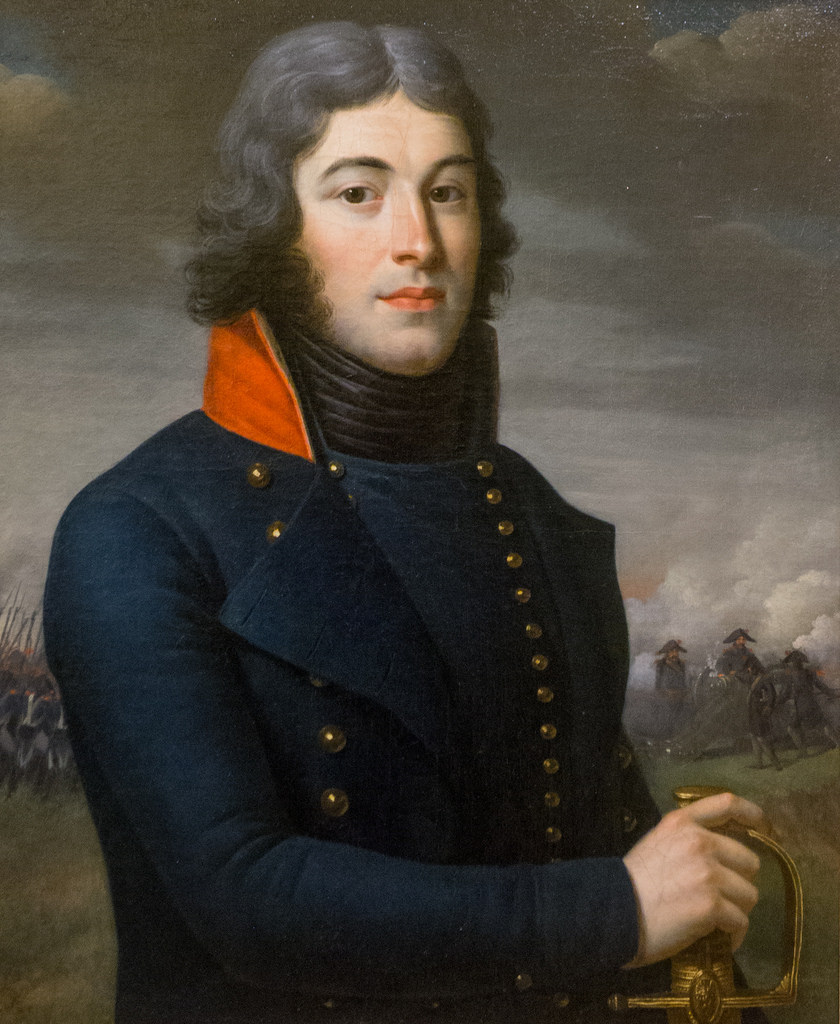
Lazare Hoche.

Cette voie rend hommage au général de la Révolution française Lazare Hoche (1768-1797)

## Historique
L’« avenue Sainte-Marie » était une voie ouverte en 1822 par M. Estienne qui lui donna le nom de sa fille Marie. Elle allait de la rue du Faubourg-du-Roule (aujourd'hui rue du Faubourg-Saint-Honoré) au chemin de ronde de la barrière du Roule. C'était une voie privée, comportant, à chaque extrémité, des grilles qu'on refermait pendant la nuit.
En 1854, entre la place de l'Étoile et la rue de Tilsitt, puis en 1857 entre cette rue et la rue de Courcelles, sur l'emplacement approximatif de cette avenue et la prolongeant, on ouvrit une voie publique dénommée « boulevard de Monceau », puis « avenue de la Reine-Hortense », en l'honneur d'Hortense de Beauharnais, mère de Napoléon III. 
Elle reçut sa dénomination actuelle en 1879.

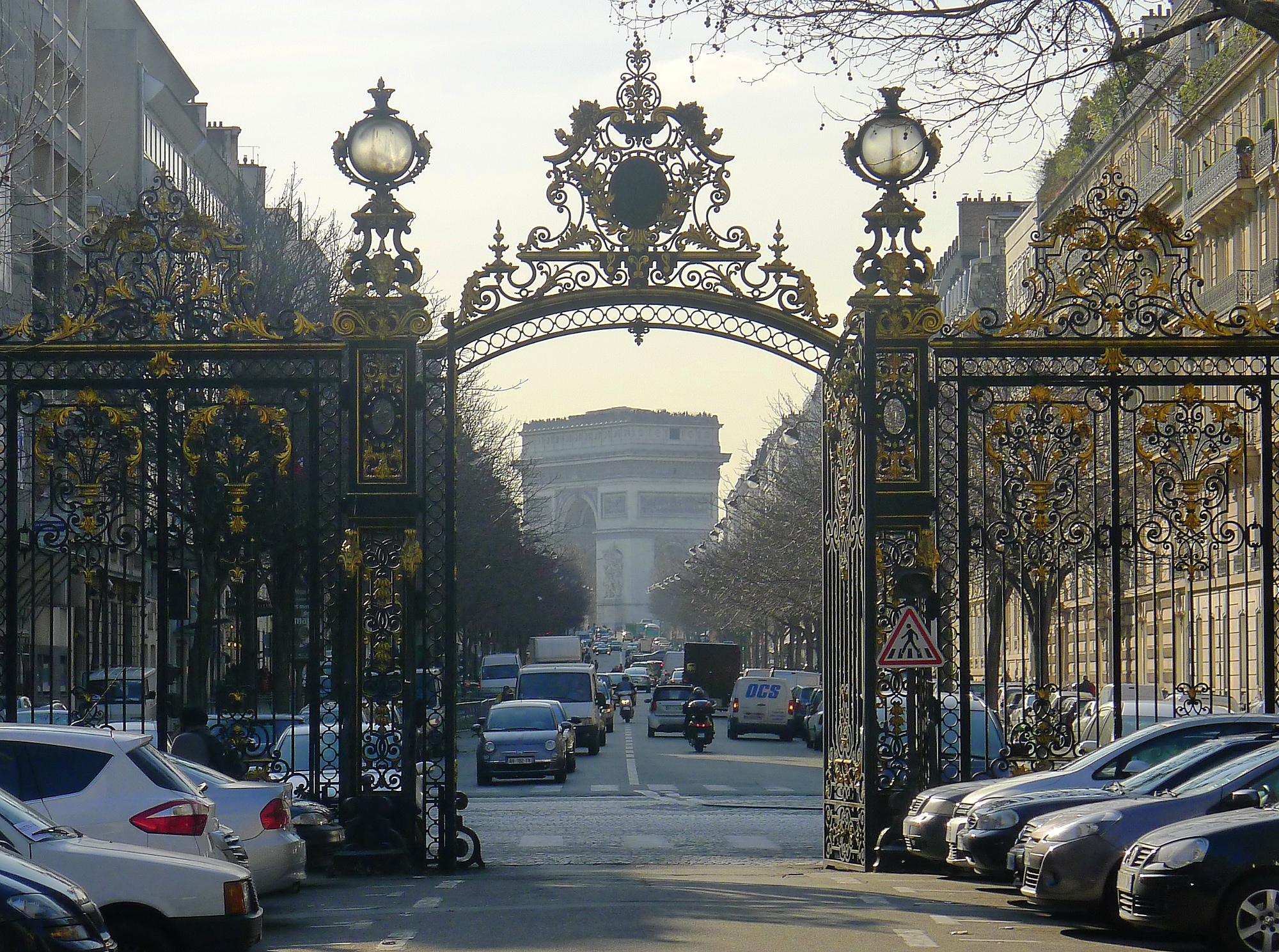
Axe de l'avenue vu depuis l'avenue Van-Dyck.
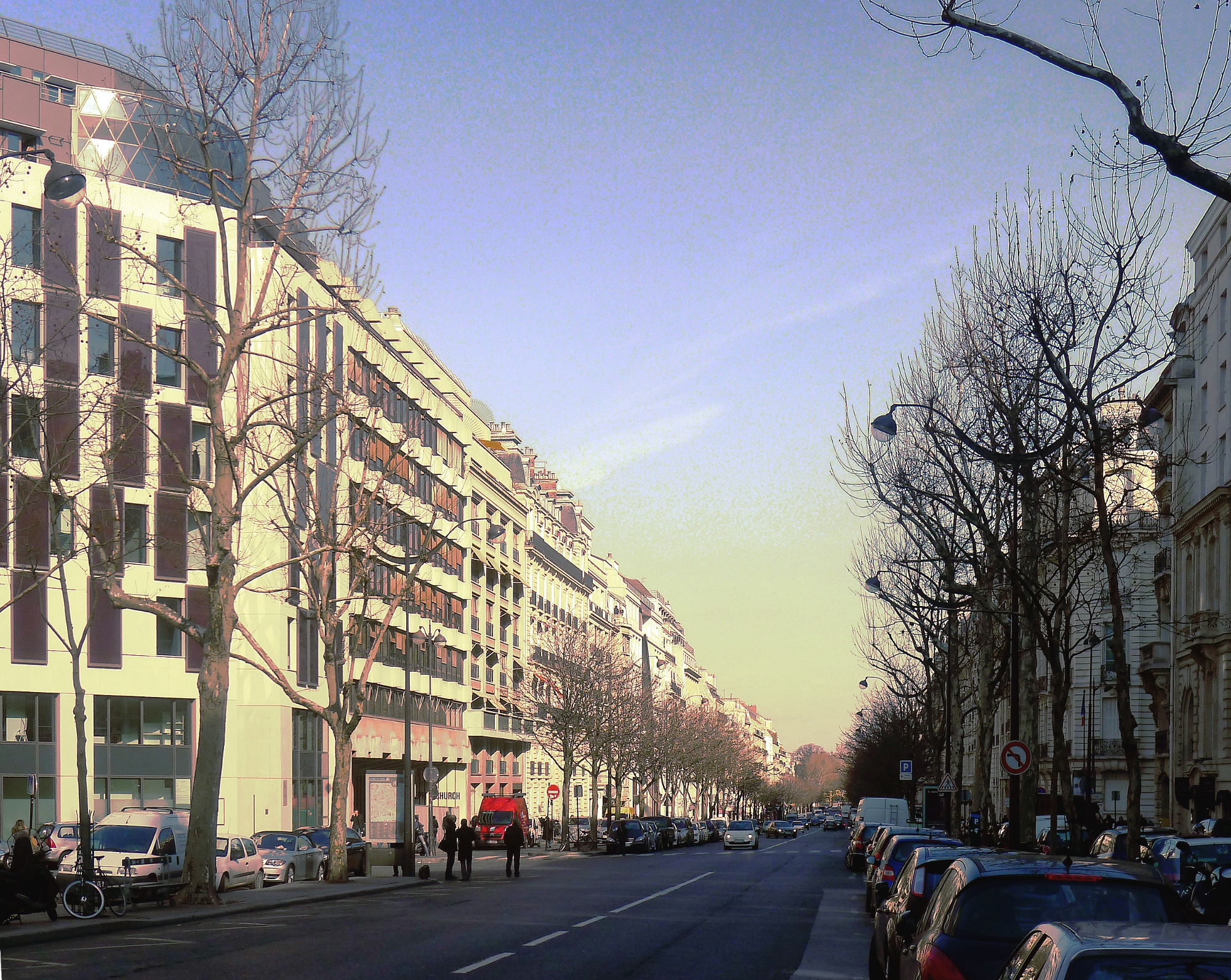
Avenue vue en direction du parc Monceau.

## Bâtiments remarquables et lieux de mémoire
- No 2 : le docteur Robert Proust, frère de l'écrivain, a vécu dans cet immeuble. Le banquier et homme d'affaires Oscar Siegel y a vécu également, jusqu'à son décès. Félix Aulois y a vécu aussi. Roland Dumas y installa son cabinet d'avocat entre 1969 et 1979[2].

- No 4 : immeuble de 1892 (architectes E. Ricard[3] et Le Foll[4]). L'historien et homme politique Gabriel Hanotaux, de l'Académie française, a vécu dans cette maison où il est mort en 1944 (plaque commémorative). L'architecte Émile Bois y a vécu également.

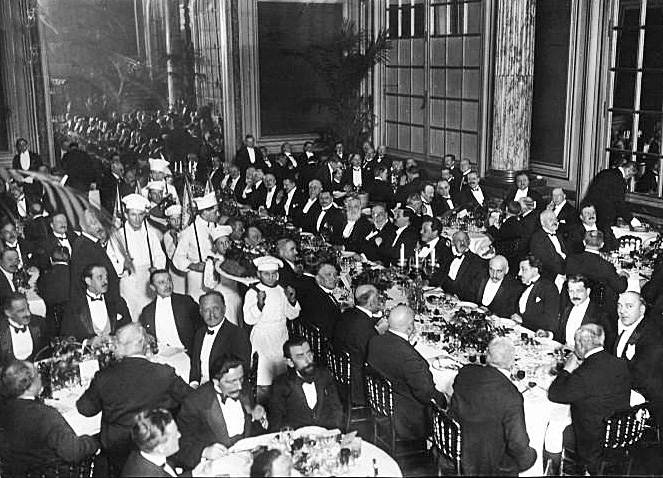
Banquet du Club des Cent au no 4 en 1923.
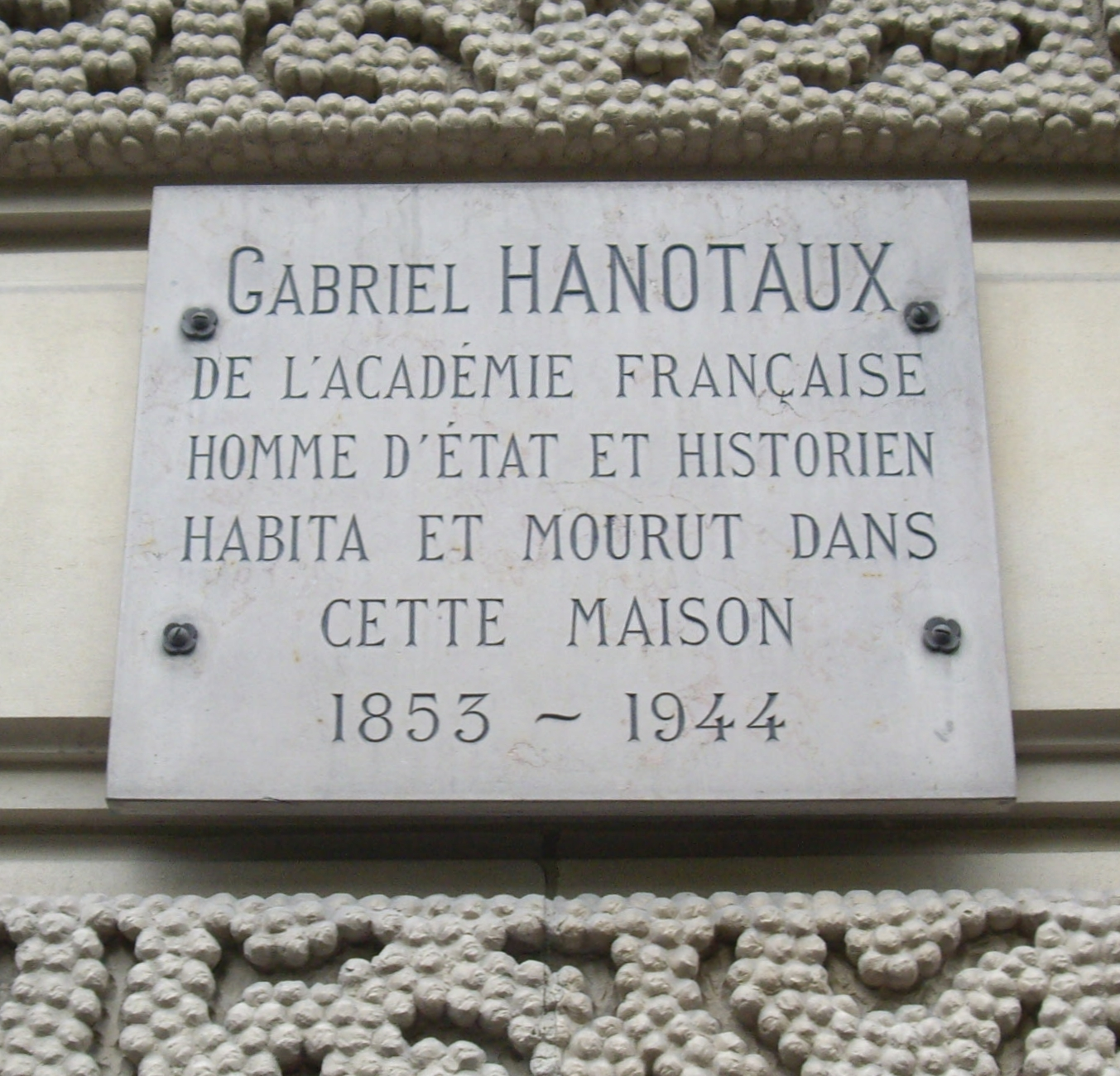
Plaque commémorative.
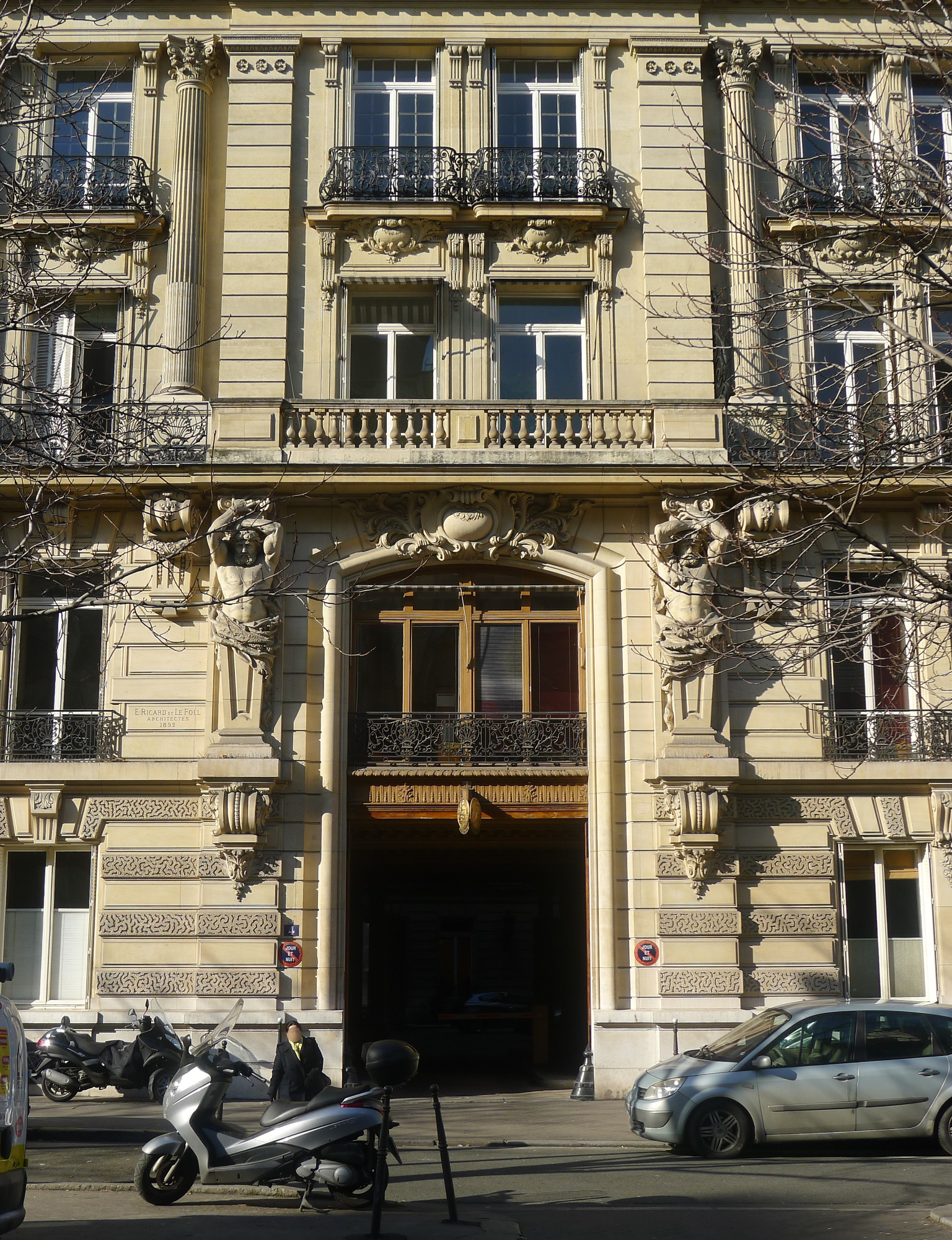
Porte avec atlantes du no 4.

- No 4 bis : siège de l'Académie diplomatique internationale, créée en 1929 dans un immeuble construit par la famille Menier. Elle possède en particulier une magnifique salle de réception en sous-sol qui sert pour des conférences, expositions, etc.
- No 5 : hôtel du comte Louis de Ségur-Lamoignon, puis de son fils le comte Guillaume de Ségur-Lamoignon (1889-1945), acteur connu sous le pseudonyme de Guillaume de Sax (en 1910)[5]. Ancien emplacement de l'ambassade d'Arabie saoudite en France.
- No 6 : bel hôtel particulier où fut fondée, dans les années 1920, la branche française du mouvement dit « Groupes d'Oxford » sur une idée proposée par le pasteur Frank Buchman (1878-1961), pasteur et évangéliste luthérien de Pennsylvanie. Parmi les personnalités présentes : Romain Rolland, Rabindranath Tagore, Shoghi Effendi, Georges Leroy, le comte Harry Kessler, Louise Weiss. Après avoir été le siège de l'association Prévention routière; depuis octobre 2014 c'est la maison de ventes aux enchères Cornette de Saint Cyr qui l'occupe.

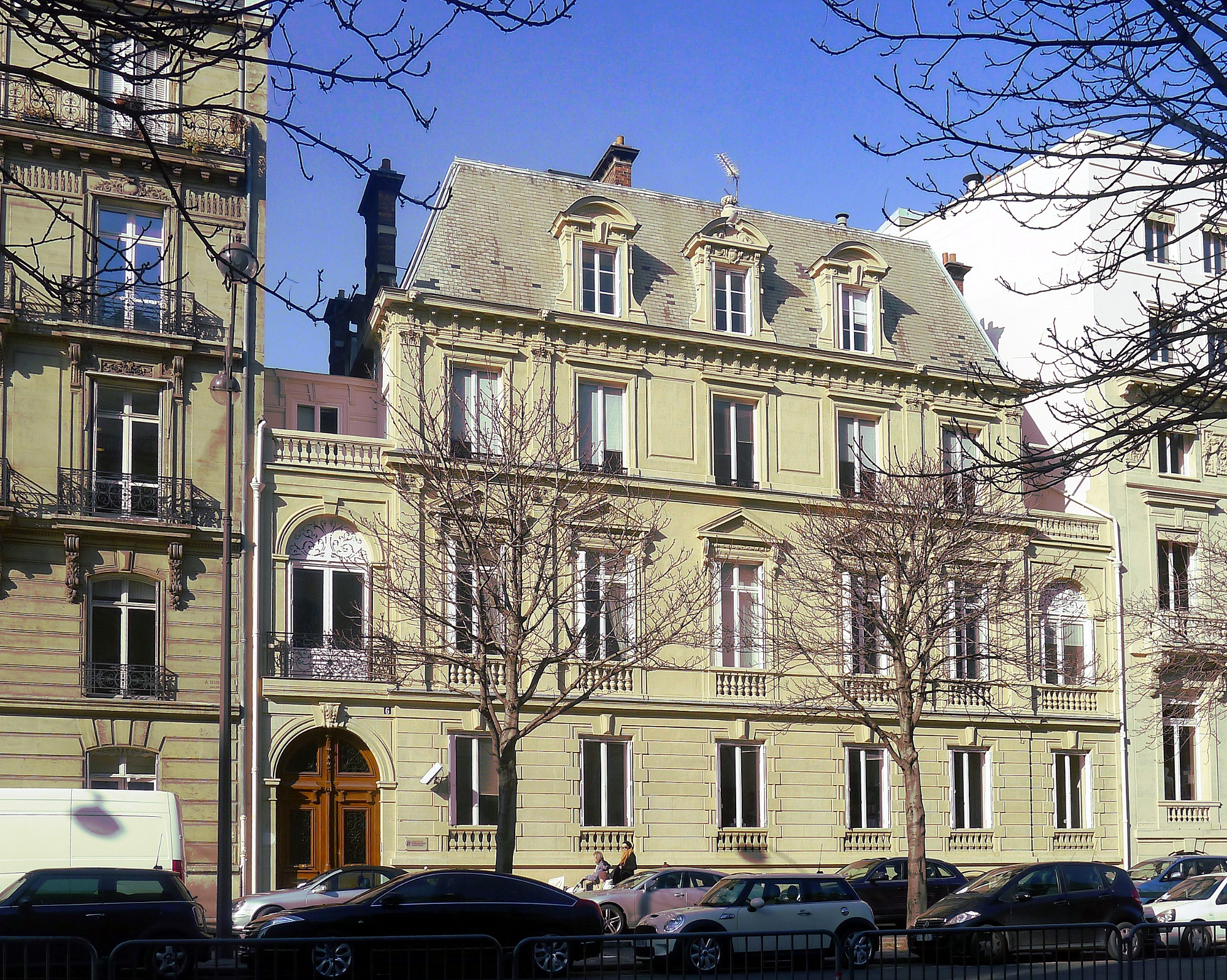
No 6.

- No 7 : ambassade du Japon.
- No 9 : autrefois salle Hoche (en 1910)[5]. Aujourd'hui, l'immeuble est occupé par le salon Hoche, l'agence de publicité Fred & Farid Group et People and baby.
- No 10 : ancien siège du groupe Kering. Siège français du cabinet d'avocats Mayer Brown.

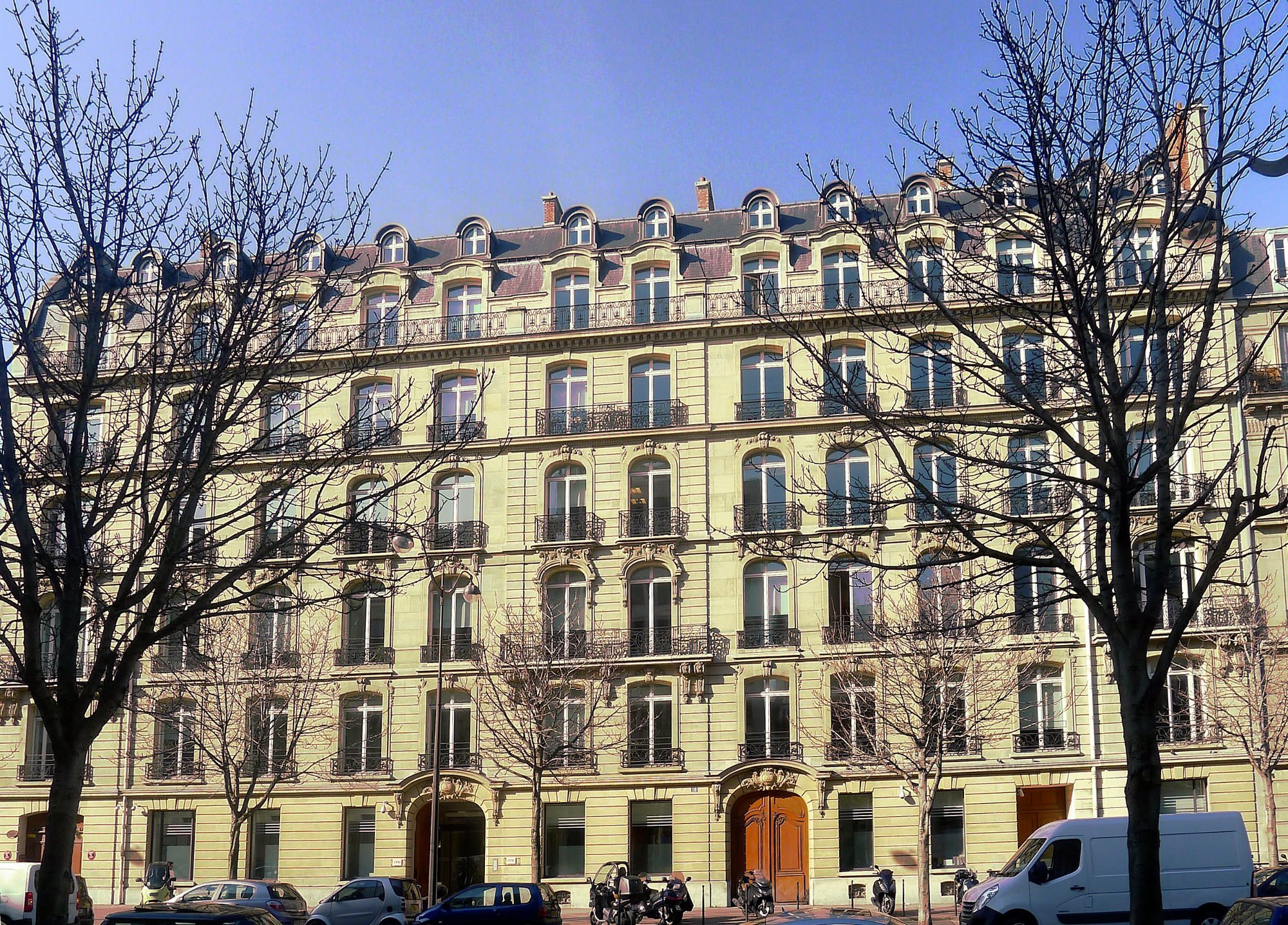
No 10.

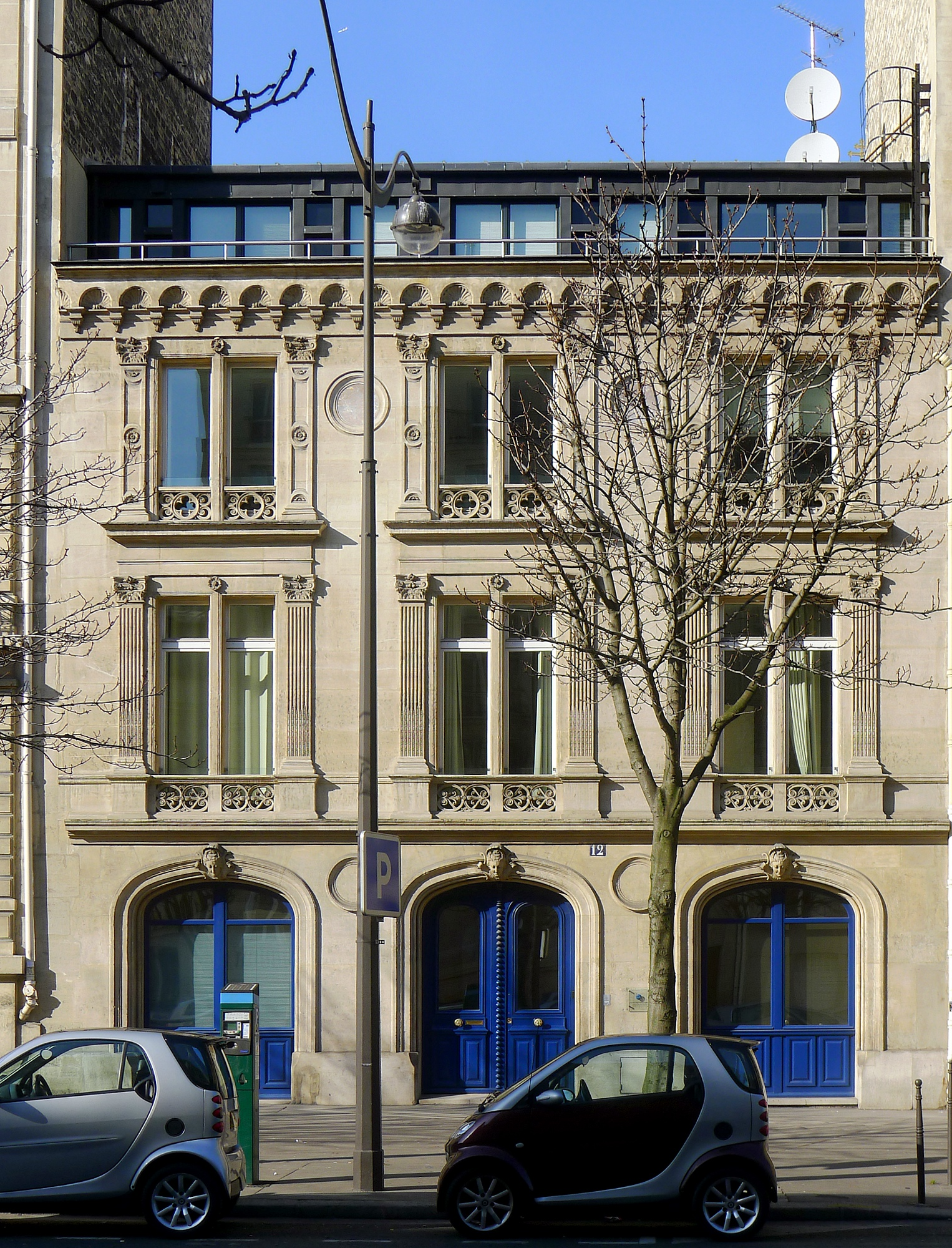
No 12.

- No 12 : petit hôtel de style néo-Renaissance ayant appartenu à Arsène Houssaye et acquis en 1878 par Albert Arman de Caillavet et sa femme née Léontine Lippmann (1844-1910), égérie d'Anatole France[5]. Celle-ci y tint les mercredis, dans la galerie du premier étage, un des salons les plus courus de l’époque, que fréquentèrent artistes, hommes politiques et gens du monde. « On avait l'impression d'être dans une gare, dont France était naturellement le chef[6]. » On pouvait y rencontrer Sarah Bernhardt, Louis Barthou, Tristan Bernard, Léon Blum, Antoine Bourdelle, Aristide Briand, Paul Bourget, Georges Clemenceau, Colette et Willy, le Dr Paul-Louis Couchoud, Alexandre Dumas fils, Loïe Fuller, Mata Hari, Abel Hermant, Paul Hervieu, Jules Lemaître, Leconte de Lisle, Pierre Loti, Guy de Maupassant, Charles Maurras, Robert de Montesquiou, l’abbé Théophile Moreux, Édouard Pailleron, Raymond Poincaré, Georges de Porto-Riche, Réjane, Marcel Schwob, Fernand Vandérem, Melchior de Vogüé… Ce fut chez elle que Marcel Proust, très lié avec son fils, Gaston Arman de Caillavet, connut Anatole France, qui lui servit de modèle pour le personnage de Bergotte.
- No 15 : joli hôtel Art nouveau où se trouve le siège de la société de production cinématographique de Claude Lelouch, Les Films 13. C'est là que se trouvait la salle Oedenkoven (150 places environ), utilisée en 1915 pour un concert au profit des prisonniers français[7], puis le 4 juin 1925 par Henry Expert, qui dirigeait les chœurs de la Renaissance, et pendant la période 1925-1928 (peut-être jusqu'en 1931) pour les spectacles de la Petite Scène de Xavier de Courville. La salle Oedenkoven était toujours utilisée pour des spectacles en 1938.
La propriétaire était Suzanne Oedenkoven, fille de l'industriel Henri Oedenkoven (nl) et tante d'Henri Oedenkoven (de), cofondateur de « Monte Verità » à Ascona.
C'est là aussi que commença l'affaire Pierre Daltour, acteur et locataire de Suzanne Oedenkoven avec laquelle il se trouva en conflit : grâce à ses relations, elle le fit arrêter par la « brigade des gaz » et interner de force comme fou. L'affaire agita la presse et provoqua des débats sur la folie et les internements arbitraires en 1926-1927. La victime en tira une pièce comique, Monsieur Legrain chez les fous (théâtre de la Renaissance, 1928)[8],[9].

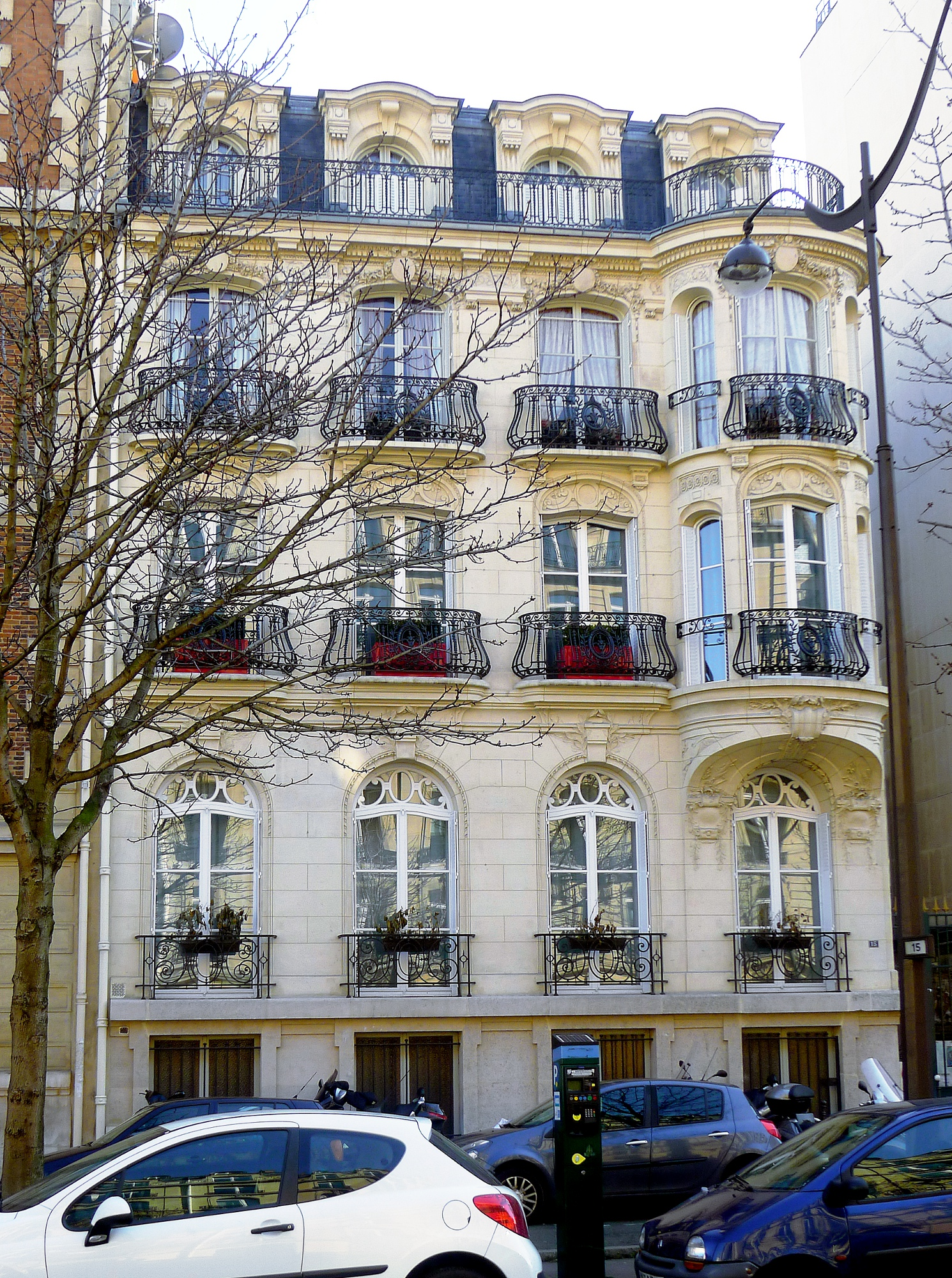
No 15.

- No 18 : consulat d'Espagne (en 1910)[5].
- No 18 bis : hôtel de M. Gentil (en 1910)[5]. Christian Brégou y installa le groupe CEP Communication qu'il dirigea de 1975 à 1997[10].
- No 23 : hôtel de Mlle M. Courbe (en 1910)[5].
- No 31 : immeuble de 1909, dû à l'architecte Albert Sélonier, où vécut Jean-Luc Lagardère[11]
- No 32 : siège social du groupe Bouygues.
- No 37 : hôtel Royal Monceau. Ouvert en 1928 par Pierre Brémont et André Jugnot.
- No 40 : siège de la Fondation de France.
- No 41 : immeuble où vécut jusqu'à sa mort en 1967 Mme Frédéric Sabatier d'Espeyran qui légua son prestigieux mobilier d'époque XVIIIe siècle au musée Fabre de Montpellier[12].
- No 50 : église catholique anglaise Saint-Joseph. Ancien couvent des pères passionnistes anglais.
- No 53 : hôtel du marchand d’armes Sir Basil Zaharoff (1849-1936). « Il n'y a plus de fleurs derrière les serres-vitrines qui ornaient, hiver comme été, les fenêtres de l'hôtel de sir Basil Zaharoff, l'homme de confiance de la Wickers-Maxim[13]. »
- No 55 : Schiller International University.
- No 58 : hôtel de M. R. Huet (en 1910)[5].
- No 60 : hôtel de Mme de Sand (en 1910)[5].

### Bâtiments détruits
- No 4 : hôtel qui fut (avant 1910) la légation de Chine et comportait une salle des fêtes[5].
- No 4 bis : hôtel de Mme A. Dumez (en 1910)[5].
- No 7 : « Splendide hôtel[14] » construit par le baron Paul Caruel de Saint-Martin en 1860, qui fut ensuite la propriété de Mme Whitcomb († 1921), veuve de M. A. C. Whitcomb (†1889), de Californie, dont la fille Charlotte Andrée épousa le comte Lepic (voir le 5, avenue Van-Dyck).
- No 19 : hôtel de M. A. Bathala (en 1910)[5].
- No 21 : hôtel du banquier Michel Heine (1819-1904), régent de la Banque de France de 1890 à sa mort, habité après lui par sa veuve, née Amélie Miltenberger (1832-1915)[5].
- No 29 (et 20, rue Beaujon) : couvent des Dames Augustines dites chanoinesses religieuses de Saint-Augustin de la Congrégation Notre-Dame (communément appelé « couvent du Roule »). Fermé en 1906 et démoli. L'avenue Bertie-Albrecht a été percée en 1908 sur ses terrains.
- No 30 : hôtel de Mme Robert (en 1910)[5].
- No 32 : hôtel construit en 1908 par l'architecte E. Bertrand (en 1910)[5].
- No 34 : hôtel de Brancovan. C'est là que grandit la poétesse Anna de Noailles (1876-1933), fille du prince Grégoire Bibesco et de la pianiste grecque Raluka Musurus. Son salon de l’avenue Hoche attira des personnalités aussi diverses que Paul Claudel, Colette, Jean Cocteau, Robert de Montesquiou, André Gide, Pierre Loti, Marcel Proust ou Max Jacob[10]. Hôtel de M. Dupont (en 1910)[5].
- No 35 : ancienne demeure de la comtesse de Gramont. Son père avait été consul général de France en Égypte et l'édifice abritait de nombreuses antiquités égyptiennes. Deux ambassadeurs des États-Unis en France y résidèrent : Whitelaw Reid (1890-1891) et T. Jefferson Coolidge (en) (1892)[15].
- No 40 : hôtel d'Albuféra. Avec sa curieuse façade biaisée, il avait appartenu durant près de cent ans à la même famille avant sa démolition[5],[16][17].
- No 54 : hôtel de M. Georges Kohn, par l'architecte Lucien Hesse.

### Habitants célèbres
- Roger-Léon Anisson-Duperron (1829-1908), homme politique (no 13).
- Pierre-Jean de Béranger (1780-1857), chansonnier (avenue Sainte-Marie, en 1850)[10].
- Jean Commelin (1919-1988), polytechnicien, ingénieur des mines, pionnier de la rétro-ingénierie (no 2)[10].
- Wanda de Boncza (1872-1902), sociétaire de la Comédie-Française (no 28)[5].
- Paul Claudel (1868-1955), diplomate et écrivain (no 4, en 1938)[10].
- Gabriel Hanotaux (1863-1944), de l'Académie française, historien et homme politique (no 4)[10].
- Arsène Houssaye (1814-1896), homme de lettres (no 12).
- Georges Hüe (1848-1958), compositeur (no 14).
- Claudius Jacquand (1803-1878), artiste peintre académiste (no 18)[18].
- Léontine Lippmann (1844-1910), salonnière (no 12).
- Anna de Noailles (1876-1933), femme de lettres (no 34).
- Robert Proust (1873-1935), chirurgien, frère cadet de Marcel Proust, (no 2).
- Georges Van der Straeten (1856-1928), sculpteur (no 9, en 1910)[5].

## Au cinéma
- La dernière scène du film L'Armée des ombres (1969) s'y déroule.